# Summerland
Summerland es una serie dramática de televisión creada por Stephen Tolkin y Lori Loughlin. Se centra en una diseñadora de ropa en sus treinta años, Ava Gregory (Loughlin), la cual cría a su sobrina y sobrinos después de que sus padres murieran en un accidente de tránsito. Viven en California con tres de los amigos de Ava quienes también ayudan a criar a los niños.
Summerland se estrenó el 1 de junio de 2004, en la cadena de televisión The WB. La serie tiene un total de 26 episodios en dos temporadas. Su cancelación fue anunciada el 15 de mayo de 2005. Más tarde, el show fue sindicado en muchos países.

## Trama

### Sinopsis
La serie presenta a Ava Gregory (Lori Loughlin), una diseñadora de moda, y sus compañeras de casa y sobrina y sobrinos quienes aprenden a lidiar un evento que les cambió la vida. Después de la muerte de sus padres, Bradin (Jesse McCartney), Nikki (Kay Panabaker), y Derrick Westerly (Nick Benson) dejan su hogar en Kansas para vivir con su tía Ava en Playa Linda, California. Viven con sus tres compañeros de casa; Johnny Durant (Shawn Christian), el exnovio de Ava, Susannah Rexford (Merrin Dungey), la mejor amiga de Ava y su compañera de trabajo y Jay Robertson (Ryan Kwanten), un surfista australiano quién le pertenece un local de surf. El show sigue las luchas que éstos amigos y familia enfrentan mientras se adaptan a sus nuevas vidas juntos. Jay tiene una relación inestable con Erika Spalding (Taylor Cole), quién se convierte en el instructor de surf de Bradin. Cameron Bale (Zac Efron) es el novio de Nikki y su amigo de clase.

## Episodios
| Temporada | Temporada | Episodios | Episodios | Emisión original      | Emisión original     |
| Temporada | Temporada | Episodios | Episodios | Primera emisión       | Última emisión       |
| --------- | --------- | --------- | --------- | --------------------- | -------------------- |
|           | 1         | 13        | 13        | 1 de junio de 2004    | 17 de agosto de 2004 |
|           | 2         | 13        | 13        | 28 de febrero de 2005 | 16 de julio de 2005  |

## Elenco

### Personajes principales
Summerland inicialmente ofreció un molde principal de ocho caracteres. En su segunda temporada, tras aparecer como miembro recurrente en la primera temporada, Zac Efron fue agregado cómo personaje principal. Esto trajo un total de nueve personajes.
1. Ava Gregory (Lori Loughlin) es una mujer en sus treinta años quién está criando a su sobrina y sobrinos, Bradin, Nikki y Derrick Westerly, después que sus padres sufrieran un accidente de tránsito. Ella vive en una casa de playa con los chicos, con Johnny quién establece una relación inestable, su mejor amiga Susannah, y su otro amigo cercano, Jay. Ava tiene una vida muy agitada y también enfrenta la estresante tarea de criar a tres chicos, quiénes están todos devastados por la pérdida de sus padres y quiénes enfrentan su pérdida de maneras diferentes.
2. Johnny Durante (Shawn Christian) es el exnovio de Ava quién sigue siendo su compañero de piso hasta la temporada dos. Se lleva muy bien con los chicos y abre su propio restorán. A pesar de esconderlo, está todavía desesperadamente enamorado de Ava.
3. Susannah Rexford (Merrin Dungey) es la mejor amiga de Ava, socia y compañera de piso.
4. Jay Robertson (Ryan Kwanten) es un nativo de Australia, quién vive con Ava en Playa Linda y es el "hermano mayor" de los chicos. Está saliendo con Erika, a pesar de su comportamiento conocido por ser un playboy.
5. Bradin Westerly (Jesse McCartney) es el mayor de los tres chicos. Hace frente con la pérdida de sus padres bebiendo, envolviéndose en drogas y toma la reputación de un chico salvaje. También es un surfeador excepcional y se ofrece como patrocinio por parte de muchas grandes empresas pero sus problemas personales parecen estar en el camino más de una ocasión.
6. Erika Spalding (Taylor Cole) es la novia de Jay. Enseña a Bradin con el surf. Se va para cuidar a su madre, pero regresa y comienza a salir con Bradin.
7. Nikki Westerly (Kay Panabaker) es una niña excepcionalmente brillante. Comienza tratando en ser el papel de su "madre", pero finalmente se estableció, haciendo muchos amigos incluyendo a Cameron, quién más tarde sería su novio.
8. Derrick Westerly (Nick Benson) es el chico más joven. A pesar de ser cercano a su tía Ava, no puede superar la pérdida de sus padres a tal joven edad.
9. Cameron Bale (Zac Efron) es el mejor amigo de Nikki y su novio. Vive con su problemático, divorciado, y alcohólico padre (C. Thomas Howell). En la segunda temporada, Efron se convirtió en un personaje principal apareciendo como recurrente en la primera temporada.

### Personajes recurrentes
1. Sarah Borden (Sara Paxton) es una adolescente con problemas con la adicción a la marihuana, y con problemas con mentiras patológicas. Se convierte en la novia de Brandin y le hace presiones a usar drogas y tener sexo.
2. Mona (Carmen Electra) es socia de Johny, quién invierte en el bar con él y eventualmente le pregunta para mudarse con ella. De todas formas un trágico accidente de tráfico mata a Mona dejando a Johnny con el corazón destrozado. Él cambia el nombre de su bar a "Mona's Sandbar" en memoria de Mona quién transfirió su parte de la propiedad a Johnny antes de morir.
3. Callie (Danielle Savre) es una chica de Midwest quién se convierte en una de las novias de Bradin y lo ayuda a recuperarse de su relación con Sarah.
4. Amber (Shelley Buckner) es una de las amigas de Nikky y la novia anterior de Cameron. Amber y Nikki no se llevaban bien al comienzo, pero finalmente se convierten en mejores amigas.
5. Chris (Tyler Patrick Jones y Cole Petersen), es el mejor amigo de Derrick y a menudo juega con Brandin también.

## Producción

### Música
Cada episodio del show cuenta con un número de canciones de varios artistas además de una partitura original. La música usualmente es usada como fondo, de todas formas, ocasionalmente la música escuchada es mencionada en el show. "Unchained Melody" por The Righteous Brothers, también usada en la película Ghost, es escuchada en un episodio cuando la película es mostrada, y en un episodio protagonizado por Christy Carlson Romando con su canción "Dive In".
Otras bandas y músicos son escuchados en el show como The Beach Boys, The Penguins, Howie Day, John Mayer, Ryan Adams, blink-182, Maroon 5 y Lifehouse.

## Banda sonora
El 19 de marzo de 2005, una banda sonora fue lanzada con música de ambas temporadas para el show. Incluye el tema de apertura por un integrante del reparto, Jesse McCartney, "Get Your Shine On", que también apareció en su primer álbum y fue lanzado cómo sencillo.
Listado de canciones
1. "Undertow" - Bowling for Soup
2. "General Attitude" - Collective Soul
3. "All Downhill from Hereib" - New Found Glory
4. "Get Your Shine On" - Jesse McCartney
5. "Feel So Free" - Ivy
6. "The Crying" - Kristian Leontiou
7. "My Paper Heart" - The All-American Rejects
8. "Struggle" - Ringside
9. "Try" - Lisa Loeb
10. "Alive" - Kenny Wayne Shepherd
11. "My Way Home" - Citizen Cope
12. "Beautiful Day" - Steve Plunkett

## Historia de emisión

### Cancelación
El 15 de mayo de 2005, The WB lanzó información de su temporada 2005-06. Summerland, junto con sus ocho otros shows, fue cancelado. Jesse McCartney respondió a la cancelación en una entrevista, diciendo que el show estaba "en un horario loco y...los escritores estaban teniendo problemas, y fue sólo una mala llamada."

### Sindicación
La serie ha sido sindicada en The N & Ten Networkd en Australia, Living en Reino Unido e Irlanda, TV2 en Norway, en Canal Sony para Latinoamérica, y en MBC 4 en Oriente Medio. En España, Summerland (que conserva su título en el idioma inglés) ha sido usada cómo relleno en los meses de verano. En julio de 2008, Telecinco emitió todos los episodios de nuevo en el horario de 9 a. m., el mismo horario en el que se emitió en el verano de 2007. En la actualidad salió al aire en el canal 5 de Suecia, kanal5, de todas formas sólo en las mañanas de fin de semana.

## Premios
| Año  | Premio              | Resultado | Categoría                                                                      | Recibidor            |
| ---- | ------------------- | --------- | ------------------------------------------------------------------------------ | -------------------- |
| 2005 | Teen Choice Awards  | Nominado  | Elección de actor de televisión: Drama                                         | Jesse McCartney      |
| 2005 | Young Artist Awards | Nominado  | Mejor Show en la serie de Televisión (Comedia o Drama) - Joven actor principal | Jesse McCartney      |
| 2005 | Young Artist Awards | Nominado  | Mejor Familia en serie de Televisión (Drama)                                   | -                    |
| 2005 | Young Artist Awards | Ganó      | Mejor Show en serie de Televisión (Comedia o Drama) - Joven actriz principal   | Kay Panabaker        |
| 2006 | NAACP Image Awards  | Nominado  | Mejor dirección en una Serie Dramática                                         | Janice Cooke-Leonard |
| 2006 | PRISM Awards        | Ganó      | Actuación en una Serie de Drama                                                | Lori Laughlin        |